# Elephant (entreprise)
Pour les articles homonymes, voir Éléphant (homonymie).
Elephant est un groupe de production audiovisuelle créé en 1999 par Emmanuel Chain et Thierry Bizot sous le nom d'Elephant & Cie, présent aussi bien dans les magazines, documentaires que la fiction ou le divertissement.
C'est notamment le producteur du magazine Sept à huit pour TF1 depuis 2000, ainsi que de la série Fais pas ci, fais pas ça pour France 2 depuis 2007.
Depuis mars 2019, Elephant fait partie du groupe Webedia.

## Historique
En août 1999, Emmanuel Chain, directeur de l’information et des magazines de l’information sur M6, et Thierry Bizot, directeur de la musique et des magazines sur la même chaine, créent la société de production Elephant & Cie.
En 2004, la filiale Elephant At Work, qui produit des contenus audiovisuels conformes aux standards médias à destination des entreprises, est créée, et le groupe rejoint Sparks Network, réseau mondial de producteurs indépendants.
En août 2006, la filiale Elephant Story, qui se concentre sur la fiction, est créée sous la direction de Guillaume Renouil. Le groupe Elephant est créé pour coordonner les différentes filiales, Elephant & Cie devenant celle sur les magazines.
En 2008, Gaëlle Cholet rejoint le groupe et renforce le pôle fiction en créant la filiale Gazelle & Cie dont elle prend la direction.
En 2009, le groupe se lance dans les documentaires avec sa nouvelle filiale Elephant Doc dirigée par Gaël Leiblang. Il aborde également le divertissement avec la nouvelle branche Elephant, spécialisée dans les programmes de flux, qui travaille en étroite collaboration avec Sparks Network sur l'adaptation de formats étrangers. Elle est dirigée par Thierry Bizot et Marc-Antoine Cléret, le directeur du développement du groupe.
En 2019, Webedia acquiert 51 % d'Elephant et devient le principal actionnaire,. Le groupe lance également une nouvelle filiale au sein du pôle Fiction, « Elephant International », dirigée par Sandra Ouaiss.
Le groupe s’associe en 2020 à Kiosco.TV et ses fondateurs Clément Chovin et Tristan Carné, qui rejoignent le groupe ELEPHANT pour développer à travers ce label de nouveaux programmes de divertissement et de flux. La même année, Breath Film, label dirigé par Nicolas Valode et destiné à la création de documentaires pour les plateformes de SVOD, voit le jour.
En 2021, Nolita, la société des producteurs Mathieu Ageron, Maxime Delauney et Romain Rousseau, rejoint Elephant.
En 2022, Pan Story, une coentreprise spécialisée dans la fiction, est créée sous l’impulsion commune d’Elephant et de la société de production Pan-Européenne. La même année, Ever Prod, label dirigé par Amandine Chambelland et destiné aux documentaires, est lancé.

## Programmes

### Pôle Magazine
- Sept à huit (2000-)
- Merci pour l'info (2003-2004)
- Soyons directs (2004)
- Petites confidences entre amis (2004-2006)
- Ils font bouger la France (2007-2009)
- Droit d'inventaire (2007-2009)
- Prise Directe (2009-2011)
- Haute Définition (2010)
- Histoires en série (2011-2013)
- Les Pouvoirs extraordinaires du corps humain (2012-)
- 19 h Live (2016)
- Actuality (2016-2017)
- Punchline (2016-2017)
- Coronavirus - Michel Cymes répond à toutes vos questions (2020)
- Déconfinement, vivre avec le virus : posez toutes vos questions ! (2020)
- 2000-2020 : 20 ans d'images inoubliables (2021)
- C Jamy (2021-2022)
- La grande saga du Tour de France (2022)
- Les Rencontres du Papotin (2022-)
- La grande saga de France Télévisions (2022)
- Les extras curieux (2022-)

### Pôle Doc
- Multiples documentaires pour les chaines TF1, France 2, France 3, Canal+, France 5, Arte, 13e rue, etc.
- Invitation au voyage (2017-)
- Maria by Callas (2017-)

#### Breath Film
- Soprano, à la vie, à la mort (2022)

### Pôle Divertissement & Flux
- Absolument 80 (2002-2003)
- Absolument 70 (2003)
- Absolument été (2003)
- Absolument 90 (2003)
- Petites confidences entre amis (2004)
- World Poker Tour (2007-2009)
- Petites Stars : Le Grand Soir (2009)
- Destins extraordinaires (2010-2011)
- Alors on danse (2011)
- Ces français au bout du monde (2011-2012)
- A table le grand jeu (2012)
- Action ou Vérité (2016)
- Le Grand Oral (2019-)
- Unis pour le Liban (2020)
- Spectaculaire (2020-2022)
- Secours Pop : la grande soirée (2021)
- Rire contre le racisme (2021)

### Pôle Fiction

#### Elephant Story
- Fais pas ci, fais pas ça (2007-2020)
- WorkinGirls (2012-)
- Parents mode d'emploi (2013-2018)
- Mon histoire vraie (2013)
- Des frères et des sœurs (2013)
- Jusqu'au dernier (2014)
- Duel au soleil (2014)
- La Stagiaire (2014)
- Le Mystère du lac (2015)
- Tamara (film, 2016) (2016)
- Le Tueur du lac (2017)
- Crimes parfaits (2017-)
- Le Grand Bazar (2019)
- Soupçons (2018)
- Tamara Vol.2(2018)
- Faites des gosses (2019)
- Peur sur le lac (2020)
- Le Mystère Daval (2022)

#### Elephant International
- Rebecca (2021)
- Week-end Family (2022)

Le groupe Elephant est également présent en Italie avec sa filiale Elephant Italia, basée à Milan et dirigée par Emanuela Spinetta, ainsi qu'en Côte d'Ivoire avec Elephant Africa, dirigé par Clément Bosson.

## Controverses
En juillet 2012, la société est perquisitionnée par la police, après la diffusion dans Sept à huit, d'enregistrements entre le RAID et Mohammed Merah concernant les attentats de mars 2012.